# Tray

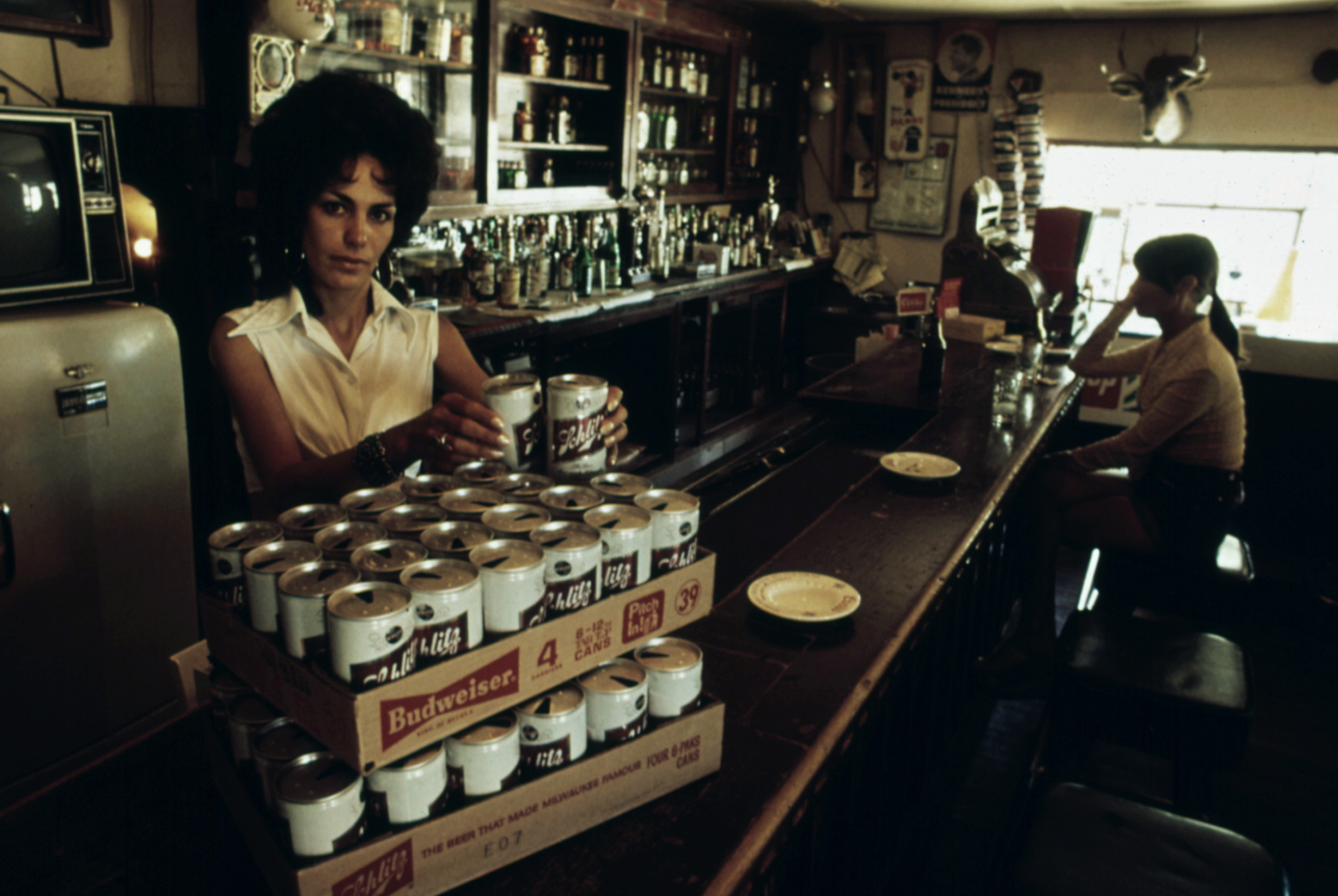
Een juffrouw met twee traytjes bier, in een bar ergens in New Mexico. 1974

Een tray (uitgesproken als treej) is een open verpakking die onderverdeeld is in verschillende vakjes. Trays komen voor in de voedingsmiddelenindustrie - zoals voor koekjes, eieren en dergelijke - of in de tuinbouw - zoals zaaitrays en verzendtrays. Daarnaast wordt de klassieke kunststofverpakking van een cd of dvd ook tray genoemd.
Ze worden hoofdzakelijk uit kunststof of karton gemaakt. 
Het Engelse woord tray wordt ook gebruikt voor een dienblad of serveerschaal. In sommige streken in zowel Vlaanderen als Nederland wordt het woord in deze betekenis ook in het Nederlands gebruikt.

## Tuinbouwtray

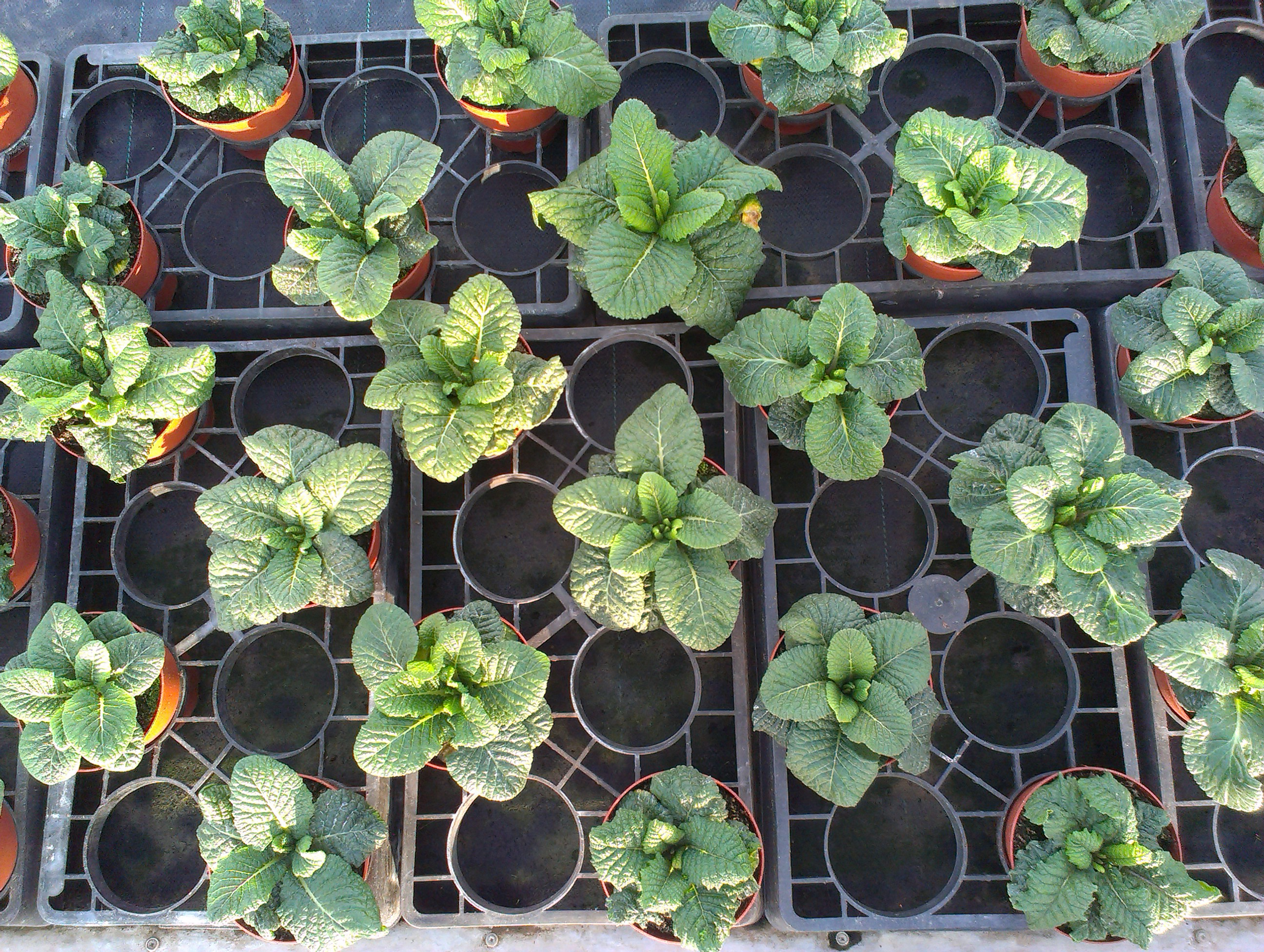
kweektray met potten

Tuinbouwtrays worden vervaardigd voor diverse doeleinden. Er bestaat een onderscheid tussen kweektrays en transporttrays.
Een kweektray heeft als doel om planten in een optimaal medium te laten opgroeien. Daarnaast zijn de traycellen dusdanig gemaakt dat ze een evenwicht vormen tussen voldoende volume voor de plant en een goede rendabele bezetting van de kweekoppervlakte. Bij de vormgeving van een kweektray wordt rekening gehouden met een goede afwatering van de planten. Aanvankelijk werden ze hoofdzakelijk gemaakt uit piepschuim, momenteel bestaan ze vooral uit plastic. 
De op te kweken plant kan rechtstreeks in de kweektray gezaaid of gestekt worden. Anderzijds kunnen de trays ook kweekpotten bevatten. Kweektrays worden ook ingezet om het interne transport van kweekpotten te vergemakkelijken. 
Transporttrays dienen om een afgekweekte plant tot bij de retail te brengen. Voor dit transport moeten de planten immers zo dicht als mogelijk geplaatst worden. Transporttrays worden in standaardmaten gemaakt zodat de bezetting op de transportkarren optimaal is. Een transporttray heeft een gesloten bodem zodat het toegediende water op de kwekerij in de plaat blijft.

## Voedingsmiddelenindustrie
De kartonnen tray met plastic hoes is een veelgebruikte verpakking voor voedingsmiddelen. Een bekende vertegenwoordiger is het traytje bier, een verpakking met daarin 24 blikken van ofwel 33cl (7.92 liter) ofwel 50cl (12 liter).